# لودمیلا کارامان
لودمیلا کارامان (انگلیسی: Ludmila Caraman؛ زادهٔ ۲۷ ژوئیهٔ ۱۹۸۵) بازیکن فوتبال اهل مولداوی است.
وی همچنین در تیم ملی فوتبال Moldova بازی کرده‌است.